# 李舜臣 (明朝)
李舜臣（1499年—1559年），字懋欽，一字夢虞，號愚谷，又號未村居士。山東樂安縣縣城西南李鵲莊人（今山東省廣饒縣李鵲鄉李鵲村）。李舜臣穩重文雅，氣度甚偉，自幼好學，讀書若渴，尤喜古文。

## 生平
治《書經》，由國子生中式己卯科（1519年）山東鄉試第六十七名舉人，嘉靖二年（1523年），二十五岁的李舜臣中會試第一（會元），殿试二甲第一（傳臚），成進士，初授吏部文選司主事。因反對张璁「大禮議」事件而得罪皇帝，受廷杖，被罷免。後被起用，授員外郎，繼又出任江西提學僉事，陞南京國子監司業，晉為太僕寺卿，不久引病歸里。從此致力於學，經、史、詩、文均有較高造詣，為明代著名學者。居家25年卒。

## 著作
李舜臣才識淵博，尤精經學。對漢儒關於經、史的注釋，悉心探究，頗有獨見。所著詩文不務華麗，專尚風味，詩細文賅，一時稱為名品。與知名文士章丘李中麓、慶陽李夢陽齊名。
李舜臣一生著作甚富，見於文獻記載的有：《詩序考》、《毛詩出比》、《尚書說》、《易讀外編》、《禮經讀》、《春秋左傳考例》、《三經考》、《四經讀》、《六經直音》、《古文考》、《愚谷集》、《戶部集》、《符台集》、《夢虞詩稿》等19種。當時著名文學家王世貞曾出版其文集，評其文章特色為：「意至而言，意竭即止，大要不使辭勝意」，「詞語體裁，約之簡奧，而指事類情，各極其則，誠少則好矣」。嘉靖二十五年（1546年），李舜臣編輯《樂安縣誌》，其體例及史料考證多為明、清時期諸《樂安縣誌》所遵循。

## 墓地
明穆宗隆慶三年（1569年）賜祭葬之故里，並隨有石羊、石虎、石馬、石柱、華表等物，顯達鄉里。李舜臣墓位於李鵲鎮李鵲村，距縣城12里。

## 家族
曾祖李瑾。祖李超。父李鉞（1465年-1527年），饒州府司狱，封吏部稽勲司主事。前母曹氏、母蔡氏、继母孟氏。具庆下，兄天赐、弟舜稼、舜俞、舜陶、舜咨。